# Netzschwefel
Netzschwefel ist ein Fungizid, das als Pflanzenschutzmittel eingesetzt wird.

## Formulierung
Die Hauptkomponente von Netzschwefel ist Schwefel. Zusätzlich sind Netzmittel und Rieselhilfen beigefügt. Netzmittel senken die Oberflächenspannung, um maximalen Kontakt zwischen den Blättern bzw. der Rinde und der Spritzbrühe herzustellen. Damit werden optimale Löslichkeit, Mischbarkeit und Benetzung gewährleistet.

## Wirkung und Verwendung
Netzschwefel wird als Fungizid im Weinbau, im Gartenbau und in der Landwirtschaft verwendet. Dabei wird es vorbeugend gegen Pilzkrankheiten wie Schorf und Echten Mehltau eingesetzt. Außerdem gibt es eine akarizide Nebenwirkung gegen Spinn- und Rostmilben. Auf den Blättern bildet sich durch die Reaktion mit Sauerstoff, Wasser und Licht das toxisch wirkende Schwefeldioxid. Die Wirkung ist meist schwächer als die von Kupfersalzen. Der Einsatz wird nur bei Temperaturen von 10 °C bis 28 °C empfohlen, da ansonsten die Wirkung stark reduziert ist und bei hoher Sonneneinstrahlung phototoxische Schäden auftreten können. Nach Regen muss die Anwendung wiederholt werden, da die Formulierung nicht wasserfest ist. Da es sich nicht um ein chemisch-synthetisches Pflanzenschutzmittel handelt, ist die Anwendung im biologischen Anbau zugelassen.
Schwefel ist in der Europäischen Union ein genehmigter Wirkstoff für Pflanzenschutzmittel. Produkte mit diesem Wirkstoff sind in Deutschland, Österreich und der Schweiz zugelassen.

## Wirkung auf Nützlinge
Netzschwefel gilt als nicht bienengefährlich (B4). In höherer Konzentration (0,2 bis 0,3 Prozent) gibt es Schädigungen an Raubwanzen, Raubmilben und Marienkäfern.

## Belege
1. ↑  Sicherheitsdatenblatt Netzschwefel Mehltau-Pilzfrei. (pdf) Westfalia, 10. Februar 2017, abgerufen am 23. November 2021.
2. 1 2  Netzschwefel. wein.plus Wein-Lexikon, abgerufen am 1. Dezember 2020.
3. 1 2 3  Wirkstoffe Schwefel, Netzschwefel, Kaliumsulfid, Kalksulfat. oekologischerlandbau.julius-kuehn.de, abgerufen am 1. Dezember 2020.
4. ↑  Generaldirektion Gesundheit und Lebensmittelsicherheit der Europäischen Kommission: Eintrag zu Sulphur in der EU-Pestiziddatenbank; Eintrag in den nationalen Pflanzenschutzmittelverzeichnissen der Schweiz, Österreichs (Eingabe von „Schwefel“ im Feld „Wirkstoff“) und Deutschlands, abgerufen am 25. März 2021.